# 亚罗士打市政厅
亚罗士打市政厅，（简称“MBAS”）是马来西亚吉打州亚罗士打地区的地方政府，隶属吉打州政府。
亚罗士打市政厅于2003年12月21日升格为市政厅，辖区包括哥打士打县和波各先那县，总面积为666平方（257平方英里）。市政厅的职责为负责为辖区进行规划、文物保护、公共和环境卫生、废物管理、交通管理、环境保护、建筑控制、社会经济发展以及维护辖区内一般的基础设施。

## 历史
亚罗士打清洁机构于1905年成立。1985年，该委员会更名为亚罗士打市政委员会，之后在1976年3月1日升级为哥打士打市议会，最终于2003年12月21日升格为亚罗士打市政厅。

## 辖区
亚罗士打市政厅下辖哥打士打县和波各先那县，是吉打州人口第二多的地方政府（2010年人口普查数据），仅次于双溪大年市议会。
| 县         | 主要市镇 |
| ---------- | -------- |
| 哥打士打县 | 亚罗士打 |
| 哥打士打县 | 吉打港口 |
| 波各先那县 | 波各先那 |

## 组织图表
亚罗士打市政厅由一名市长、一名秘书和24名市议员组成。市长由吉打州政府委任，任期不限，24名市议员的任期则为一至二年。而在24名市议员职位中共有16名来自希望联盟的四个成员党，5名为官员代表，而非政府组织代表也获得分配3个市议员名额，分别来自中华总商会、马来以及印裔工商总会，以使他们能够参与决策地方政府辖区内的社会事务。亚罗士打市政厅的4名华裔市议员为来自民主行动党的马宝庆、李维忠及陈锦冰，而中华总商会非政府组织代表名额则由总务戴礼彬出任。
目前市长为自2016年8月15日担任至今的莫哈末佐迪，是第五任市长。市政厅秘书则为哈津阿里夫。以下为历代市长列表：
| 序 | 名             | 从             | 至             |
| -- | -------------- | -------------- | -------------- |
| 1  | 尤索夫纳央     | 2003年12月22日 | 2006年10月31日 |
| 2  | 阿都慕迪阿都拉 | 2006年11月1日  | 2006年11月30日 |
| 3  | 卡查里丁       | 2006年12月1日  | 2011年7月16日  |
| 4  | 末诺阿末       | 2011年7月17日  | 2016年8月15日  |
| 5  | 莫哈末佐迪     | 2016年8月15日  | 现任           |